# Marcel Caens
Marcel Caens, né le 28 mars 1919 à Honfleur et mort le 6 novembre 2006 à Chenôve, est un trompettiste français.
Il commence le cornet à Villedieu-les-Poêles avec Michel Havard.
En 1937, il part à l'armée et fait la connaissance de Bourvil et de Louiguy (compositeur de "la Vie en rose"). Il entre au Conservatoire de Paris avec Eugène Foveau où il obtient en 1939 le 2e Prix de cornet.
De 1940 à 1943, il est prisonnier en Allemagne. En 1944, il obtient le 2e Prix de trompette et le Premier Prix en 1945.
En 1946, il est engagé à l'Orchestre de Radio Maroc à Rabat et au théâtre municipal de Casablanca où il enseigne également au Conservatoire. En 1954, il devient professeur au conservatoire national de région de Dijon ainsi que trompette solo de l'Orchestre du Théâtre.
Marcel caens est le neveu du violoniste Maurice Caens. Il est le père du trompettiste Thierry Caens, du saxophoniste Jean-Pierre Caens, d'Hervé Caens, professeur de musique, et de Joëlle Caens (épouse Guidot).

## Sources
- Article de Jean-Pierre Mathez pour le magazine international des cuivres BRASS BULLETIN No. 93 -I/1996, pages 68 à 78.
- Article du journal Le Bien public